# Статолатрія
Статолатрія - це ідея, що поєднує ідолопоклонство відносно держави, іншими словами - державнопоклонство. Вперше поняття з’явилося в «Доктрині фашизм», опублікованій Джованні Джентіле у 1931 році під ім'ям Муссоліні. Це поняття також було обговорено в «Тюремних зошитахі» Антоніо Грамші приблизно між 1931 і 1932 роками, коли він був ув’язнений. Того ж року енцикліка "Non abbiamo bisogno" Папи Пія XI критикувала фашистську Італію за розвиток «язичницького поклоніння державі», яке вона охарактеризувала як " «татопоклонництво».
Термін політіолатрія був використаний для опису формулювання державної доктрини в XVII столітті з схожою метою. 

## Всемогутній урядЛюдвіга фон Мізеса (1944)
Цей термін був також використаний і поширений Людвігом фон Мізесом у його праці «Всемогутній уряд», опублікованій у 1944 році. Мізес визначив державнопоклонство як буквальне поклоніння державі, аналогічне ідолопоклонству (поклонінню ідолам). Статолатрія вказує на те, що прославлення та велич держави чи нації стають головною метою всіх законних людських прагнень, навіть за рахунок особистого благополуччя та незалежного мислення. Розширення влади та впливу власної держави, якщо потрібно, може бути досягнуто шляхом агресивної війни та колоніальних заходів (імперіалізму). Це виходить за межі патріотизму тих, хто визнає права інших людей на самовизначення, і найкраще описується як суперпатріотизм або шовінізм.

## Дивись також
- Звір Апокаліпсису
- Християнський анархізм
- Християнський лібералізм
- Громадянська релігія
- Фашизм
- Імператорський культ
- Джингоїзм
- Царство Боже
- Левіафан (книга)
- Небесний мандат
- Кесареве кесареві
- Правління згідно з вищим правом
- Етатизм
- Тоталітаризм

1. ↑  Non abbiamo bisogno
2. ↑  Burns, J. H. (ed.) The Cambridge History of Political Thought, 1450-1700. Cambridge: Cambridge University Press. p. 483.